# Matt Millen
Matthew George Millen (Hokendauqua, 12 marzo 1958) è un ex giocatore di football americano e dirigente sportivo statunitense che ha militato nel ruolo di linebacker nella National Football League (NFL).

## Carriera
Dopo una carriera da All-American a Penn State, Millen fu scelto nel corso del secondo giro (43º assoluto) del Draft NFL 1980 dagli Oakland Raiders. Nel corso di dodici anni di carriera giocò anche con i San Francisco 49ers e  Washington Redskins, vincendo il Super Bowl con tutte e tre le squadre, inclusi due con i Raiders (uno quando la squadra risiedeva a Oakland e uno a Los Angeles). Con i Redskins tuttavia non fu attivo durante il Super Bowl XXVI. Nel 1988 fu convocato per il suo unico Pro Bowl.
Millen fu l'amministratore delegato dei Detroit Lions per sette stagioni complete, dal 2001 al 2007. Durante quel periodo la squadra era un record di 31–81 (perdendo sempre almeno nove gare a stagione). La percentuale di vittorie di Detroit di 27,7 è tra le peggiori di tutti i tempi in un periodo di sette anni: solo i Chicago Cardinals del 1939-45 (10-61-3, 14,1%) e i Tampa Bay Buccaneers del 1983–1989 (26–86, 23,4%) ebbero meno successo.

## Palmarès

### Franchigia
- Super Bowl : 4

Oakland Raiders: XV
Los Angeles Raiders: XVIII
San Francisco 49ers: XXIV
Washington Redskins: XXVI
- American Football Conference Championship: 2

Oakland Raiders: 1980
Los Angeles Raiders: 1983
- National Football Conference Championship: 2

San Francisco 49ers: 1989
Washington Redskins: 1991

### Individuale
- Convocazioni al Pro Bowl: 1

1988